# Andrea Consolini
Andrea Consolini (Brescia, 11 de agosto de 2001) es un deportista italiano que compite en parkour.
Ganó dos medallas de plata en el Campeonato Mundial de Parkour, en los años 2022 y 2024, en la prueba de velocidad. Además, consiguió dos medallas en los Juegos Mundiales, en los años 2022 y 2025.

## Palmarés internacional
| Campeonato Mundial | Campeonato Mundial | Campeonato Mundial | Campeonato Mundial |
| Año                | Lugar              | Medalla            | Prueba             |
| ------------------ | ------------------ | ------------------ | ------------------ |
| 2022               | Tokio (Japón)      | Medalla de plata   | Velocidad          |
| 2024               | Kitakyushu (Japón) | Medalla de plata   | Velocidad          |